# خولندرنگا
خولندرنگا (به لهستانی:  Holendernia) یک روستا در لهستان است که در گمینا یابوونگ واقع شده‌است.